# Pete Escovedo
Peter Michael Escovedo (Pittsburg (Californië), 13 juli 1935) is een Amerikaanse jazzpercussionist. Met zijn twee broers vormde Pete Escovedo het Bros Latin Jazz Sextet, voordat Carlos Santana Pete en Coke Escovedo inhuurde voor zijn band. Hij leidde de 14–24 koppige Latin bigband Azteca.  Zijn dochter is zangeres-percussioniste Sheila E.

## Discografie
- 1977: Solo Two (Fantasy Records)
- 1978: Happy Together (Fantasy)
- 1982: Island (EsGo/Fantasy)
- 1985: Yesterday's Memories Tomorrow's Dreams (Concord Crossover)
- 1987: Mister E (Concord Crossover)
- 1995: Flying South (Concord Picante)
- 1997: E Street (Concord Jazz)
- 2000: E Musica (Concord Jazz)
- 2001: Whatcha Gonna Do (Concord Jazz)
- 2003: Live
- 2012: Live from Stern Grove Festival (Concord Jazz)

- Bibliothèque nationale de France: cb14000606f (data)
- Gemeinsame Normdatei: 134575113
- International Standard Name Identifier: 0000 0000 5517 0649
- Library of Congress Control Number: n93056330
- MusicBrainz: 0647b845-c442-4a61-8c2d-cdb22dcee253
- Nationale Bibliotheek van Israël: 987007396607805171
- Nederlandse Thesaurus van Auteursnamen: 09745494X
- SNAC: w69p6db7
- Virtual International Authority File: 32194289
- WorldCat: E39PBJgXbJrKdwmgQ6pVdxtR8C